# 坂崎成政 (熊本藩)
坂崎 成政（さかざき しげまさ）は、安土桃山時代から江戸時代前期の武士。受領名は内膳正。

## 生涯
藤原氏菊池氏流、城氏に生まれた。豊臣秀吉の九州平定で城久基が恭順の意を表して隈本城を明け渡した際、父清助とともに人質となった。その後肥後国人一揆が生じて処刑されようとしたところを、岡田善同の助命嘆願により赦免され、岡田善同の養子となって岡田虎之助と名乗った。
成長後、柳河藩で田中忠政に仕えていたが、忠政に後継がないまま没して断絶したため浪人となり、岡田善同の紹介で細川忠利に仕えることとなった。このとき、細川忠利家臣で岡田善同の親戚である坂崎成方の養子となり、坂崎成政と名を改めた。

## その他
- 宮本武蔵が細川忠利に仕官しようとしたときに、取次を頼んだ相手が坂崎成政である。